# レネ・アイケルカンプ
レネ・アントニウス・マリア・アイケルカンプ（René Antonius Maria Eijkelkamp、1964年4月6日 - ）は、オランダ・オーファーアイセル州ダルフセン出身の元同国代表サッカー選手でありサッカー指導者。現役時代のポジションはFW。
1980年代のエールディヴィジを代表するストライカー。長身を活かしたヘディングやポストプレーなどを武器にゴールを挙げ、オランダ1部通算87得点を挙げている。1999年にFCシャルケ04で現役を引退。

## 選手経歴
1981年11月8日、アヤックスとのリーグ戦でプロデビューしたが、試合には4-1で敗戦している。ゴー・アヘッド・イーグルスで5シーズンを過ごし、1986年に移籍したFCフローニンゲンで結果を残すと、当時ベルギーリーグの強豪であったKVメヘレンに引き抜かれた。その後はクラブ・ブルッヘやPSVに在籍し、1999年にFCシャルケ04で現役を引退した。
1988年11月6日、親善試合のイタリア戦にてオランダ代表デビュー。それ以降W杯予選やEURO予選にCFのバックアップとしてまれに招集された。PSV在籍時、ベラルーシ代表とのEURO予選を戦うオランダ代表に招集されたのがA代表出場ラストゲームとなった。国際Aマッチ出場6試合0得点。

## 指導者経歴
引退後の2000年にはCIOSフリースランド大学ヘーレンフェーン校でコーチングライセンスを取得、2002年から2004年まではゴー・アヘッド・イーグルス、2004年から2006年まではPSVアイントホーフェン、2006年から2007年までFCトゥウェンテでアシスタントコーチを務めた後、2009年から2012年まで再びPSVでアシスタントコーチを務めた。また、2011年から2012年まではベルト・ファン・マルワイク監督のもとサッカーオランダ代表のFWコーチも兼務していた。
2012年にフィテッセのFWコーチに就任した。フィテッセには当時同じくストライカーのハーフナー・マイクが在籍していた。アイケルカンプはハーフナーにストライカーの立ち位置、動き、DFとの駆け引きなどFWのあれこれを指導し、ハーフナーのオランダでの成功を助けた。

## タイトル

### クラブ
クラブ・ブルッヘ
- ベルギーカップ : 1回 (1994-95)

PSVアイントホーフェン
- エールディヴィジ : 1回 (1996-97)
- KNVBカップ : 1回 (1995-96)
- ヨハン・クライフ・スハール : 1回 (1996)